# Isabella de Luna
Isabella de Luna, död 1564, var en berömd romersk kurtisan. 
Isabella var ursprungligen från Granada i Spanien. Hon lämnade Spanien som ung och följde en man som tjänstgjorde i kejsar Karl V:s armé, där hon själv arbetade som armésköka. Hon var bland annat närvarande vid anfallet på Tunis 1535. 
Därefter bosatte hon sig i Rom, där hon blev aktiv som kurtisan. Hon köpte ett hus där 1544. Hon beskrivs som den främsta kurtisanen i Rom under sin generation. Enligt Pierre Brantôme hade hon som pensionerad ett förhållande med en yngre kollega, Pandora, som hon betalade för sexuella tjänster. Liksom andra kurtisaner hade hon en huvudkund, en medlem av adeln, Roberto Strozzi. En berömd incident inträffade på en fest, där Rocco Biancalana hade lovat att få henne att rodna av skam, men där hon själv i stället vann.
Hon porträtteras i två samtida romaner av Matteo Bandello.